# Un salto nel blu
Un salto nel blu (Out of the Blue) è una serie televisiva statunitense in 22 episodi del 1995.

## Trama
La serie è ambientata nel parco acquatico SeaWorld, di Orlando, in Florida. Narra le avventure degli amici Max, ventunenne sciatore d'acqua, Maria, coetanea istruttrice dei delfini ed innamorata di Max, e Charlie.

## Personaggi
- Max, interpretato da Paulo Benedeti, ventunenne rubacuori sciatore d'acqua
- Charlie, interpretato da Carlos Eduardo Conde, istruttore dei delfini, addestra "Shamu", il delfino più noto del parco
- Maria, interpretata da Maite Arnedo, istruttrice dei delfini, è innamorata di Max
- Veronica, interpretata da Veronica Blume, aspirante coreografa e modella
- Freddy Roads (4 episodi, 1996), interpretato da William Haze
- Clark (2 episodi, 1996), interpretato da Michael Balin
- Zimmie, interpretato da Micah May
- Peg, interpretata da Brooke Burns
- Jose, interpretato da Jose Capote, una guida del parco
- Charlie, interpretato da Carlos Conde
- Timmy, interpretato da Timothy Martinez

## Episodi
| Stagione       | Episodi | Prima TV originale |
| -------------- | ------- | ------------------ |
| Prima stagione | 22      | 1995-1996          |